# Die Tribute von Panem – The Hunger Games
Die Tribute von Panem – The Hunger Games (Originaltitel: The Hunger Games) ist ein US-amerikanischer Science-Fiction-Film aus dem Jahr 2012, der auf dem Buch Die Tribute von Panem – Tödliche Spiele von Suzanne Collins basiert. Es ist der erste von fünf Filmen, die auf der vierteiligen Die-Tribute-von-Panem-Romanreihe von Suzanne Collins beruhen.

## Handlung
Der Film spielt in der Zukunft im diktatorisch geführten Staat Panem. Er besteht aus zwölf Distrikten und dem Kapitol als Regierungssitz. Während die Bürger des Kapitols im Wohlstand leben, kämpfen die Menschen in den äußeren Distrikten um das tägliche Überleben. Die meisten von ihnen hungern, da Nahrungsmittel knapp sind und sie den Distrikt nicht verlassen dürfen. Um die Macht des Kapitols über die Bürger von Panem zu demonstrieren, werden jedes Jahr in einer Arena des Kapitols die sogenannten Hungerspiele ausgetragen. Dabei handelt es sich um eine Art modernen Gladiatorenkampf, bei dem die meist unfreiwilligen Teilnehmer einander auf den Tod bekämpfen müssen, bis nur einer von ihnen als Sieger übrig bleibt. Hierzu werden in den Distrikten die sogenannten Tribute, jeweils ein Junge und ein Mädchen zwischen 12 und 18 Jahren, ausgelost. Die Hungerspiele werden landesweit im Fernsehen übertragen und alle Bürger sind verpflichtet, diese live mitzuverfolgen. Der Gewinner der Spiele wird lebenslang durch das Kapitol versorgt, die Bewohner seines Distrikts bekommen ein Jahr lang ausreichend Lebensmittel.
Die Handlung setzt vor den 74. Hungerspielen ein. Bei der Auslosung der Tribute im sehr armen Distrikt 12 wird die zwölfjährige Primrose Everdeen als weiblicher Tribut für die Spiele ausgelost. Um Prim vor dem sicheren Tod in der Arena zu bewahren, meldet sich ihre ältere Schwester Katniss Everdeen an ihrer Stelle als Freiwillige. Katniss, eine begabte Jägerin mit Pfeil und Bogen, hat seit dem Tod ihres Vaters bei einem Grubenunglück und dem darauf folgenden Zusammenbruch ihrer Mutter die Familie versorgt. Jahrelang betrieb sie Wilderei und Tauschgeschäfte mit der Beute und gesammeltem wilden Gemüse und Früchten. Zusammen mit dem männlichen Tribut Peeta Mellark aus ihrem Distrikt reist sie ins Kapitol, um sich dort auf die Spiele vorzubereiten. Ihr Mentor Abernathy ist ehemaliger Sieger der Hungerspiele und interessiert sich primär für Alkohol. Den beiden begegnet er missachtend und überheblich.
Um ihre Chancen für den Sieg zu erhöhen, müssen die Tribute im Vorfeld der Spiele um die Gunst des Publikums und vor allem der potenziellen Sponsoren werben. Bereits bei ihrer Präsentation im Kapitol gelingt es Katniss und Peeta dank ihrer künstlich brennenden Outfits (Distrikt 12 ist für den Kohleabbau zuständig), das Publikum zu begeistern. Katniss wird als „das Mädchen, das in Flammen steht“ bekannt und erlangt zusammen mit Peeta große Beliebtheit in der Bevölkerung des Kapitols. Ihre Kleider designt Cinna, der Katniss und Peeta unterstützt und mit dem Katniss ein freundschaftliches Verhältnis aufbaut. Bei der Demonstration der eigenen Fähigkeiten vor den Spielmachern gelingt es Katniss durch einen gewagten Auftritt, eine hohe Bewertung zu erzielen. Während ihrer TV-Präsentation enthüllt Peeta seine Liebe zu Katniss, wobei er die Tragik der Tatsache betont, dass nur einer der beiden die Arena lebend verlassen könne. Katniss fasst dies als pure Showeinlage auf und greift Peeta backstage an. Ihr Mentor schlägt jedoch vor, daraus Kapital zu schlagen.
Beim Auftakt der Spiele werden die Tribute in der Arena, einem weitläufigen Waldareal, einzeln in einem Kreis auf einer Lichtung aufgestellt. In der Mitte des Kreises befindet sich das Füllhorn, das mit überlebenswichtigen Dingen wie Nahrung und Waffen gefüllt ist. Bei dem Versuch, an Vorräte und Waffen zu gelangen, werden gleich zu Beginn viele Tribute von ihren Mitstreitern getötet. Einige Überlebende flüchten in die umliegende Wildnis. Nach wenigen Stunden ist von den 24 Tributen nur noch die Hälfte am Leben. Die gut ausgebildeten Tribute aus den Distrikten 1 und 2, die sogenannten Karrieros, schließen sich mit Peeta zusammen, um mit seiner Hilfe Katniss als größte Konkurrenz auszuschalten. Während Katniss auf einen Baum flüchtet und nach missglückten Tötungsversuchen ausgehungert werden soll, gelingt es ihr durch einen Hinweis von Rue, die Verfolger mit genetisch manipulierten Wespen in die Flucht zu schlagen. Darauf geht sie mit der erst zwölfjährigen Rue, einem Tribut aus Distrikt 11, ein Bündnis ein. Als Rue kurz darauf getötet wird, bahrt Katniss sie entgegen den Spielregeln auf. Das führt zu Unruhen im Distrikt 11, die blutig niedergeschlagen werden.
Währenddessen verkündet Spielmacher Crane, beeinflusst von Abernathy, eine Änderung der Spielregeln: Es soll ab sofort zwei Sieger geben können, wenn diese aus demselben Distrikt stammen. Katniss macht daraufhin Peeta ausfindig, der sich inzwischen, schwer verletzt, von den Karrieros getrennt hat. Die beiden verstecken sich in einer Höhle, wo sie von der Spielleitung zu einer Romanze angeleitet werden sollen. Als Katniss versucht, Medizin für Peeta zu beschaffen, wird sie von Clove aus Distrikt 2 angegriffen. Mit der unerwarteten Hilfe von Thresh aus Distrikt 11 kann sie entkommen und Peetas Wunden versorgen.
Als nur noch vier Tribute übrig sind, schicken die Spielmacher zur Spielbeschleunigung hundeähnliche Mutationen in die Arena. Diese töten zunächst Thresh und verfolgen dann Katniss und Peeta, die sich im letzten Moment auf das Füllhorn retten können. Dort werden sie von Cato aus Distrikt 2 erwartet. Nach einem Kampf stürzt Cato vom Füllhorn und wird von den Mutationen angegriffen. Katniss tötet ihn schließlich mit einem Pfeil, um ihm weiteres Leid zu ersparen.
Peeta und Katniss wähnen sich als gemeinsame Sieger in Sicherheit, als die Aufhebung der Regeländerung verkündet wird. Statt gegeneinander zu kämpfen, schlägt Katniss einen Doppelsuizid mithilfe giftiger Beeren vor. Um wegen eines Spiels ohne Gewinner einen gravierenden Imageschaden für das Kapitol zu vermeiden, hat die Regeländerung doch Bestand. Katniss und Peeta gehen somit beide als Sieger aus den Hungerspielen hervor. Doch Katniss’ Aktion wird vom Kapitol als rebellischer Akt gewertet, und Crane als Verantwortlicher zum Selbstmord mit den giftigen Beeren gezwungen.

## Veröffentlichung
Der Film erschien in den US-amerikanischen Kinos am 23. März 2012. In Deutschland lief er schon am 22. März 2012 an. Die Deutschland-Premiere fand am 16. März 2012 in Berlin statt.

## Produktion
Lionsgate erhielt 2009 die Filmrechte an Suzanne Collins’ Bestsellerreihe Die Tribute von Panem.
Im März 2011 bestätigt Lionsgate, dass etwa 30 Schauspielerinnen Interesse an der Rolle der Katniss Everdeen hätten, darunter Hailee Steinfeld, Abigail Breslin, Emma Roberts, Saoirse Ronan, Chloë Moretz, Lyndsy Fonseca, Emily Browning, Shailene Woodley und Kaya Scodelario. Am 16. März 2011 wurde bekannt, dass Jennifer Lawrence die Rolle bekommen hatte, obwohl sie vier Jahre älter war als die von ihr darzustellende Figur. Für die Rolle erhielt sie eine Gage von 500.000 US-Dollar.
Laut The Hollywood Reporter haben sich neben Hutcherson auch noch Alexander Ludwig, Hunter Parrish, Lucas Till, Evan Peters und Alex Pettyfer für die Rolle des Peeta beworben. Einzig Ludwig erhielt noch eine Rolle im Film als Cato. Für die Rolle des Gale hatten sich neben Hemsworth auch noch David Henrie, Drew Roy, Avan Jogia und Robbie Amell beworben.
Gedreht wurde vom 23. Mai 2011 bis zum 19. September 2011 an verschiedenen Orten in North Carolina. Die Szenen, die im Kapitol spielen, wurden in Charlotte und in Concord gedreht. Während als Arena Asheville verwendet wurde, nahm man Hildebran und Shelby als Distrikt 12. Weitere Drehorte waren DuPont State Forest, North Fork Reservoir sowie der Pisgah National Forest.
Das Produktionsbudget betrug 78 Millionen US-Dollar.

## Besetzung und Synchronisation
| Schauspieler       | Rolle                     | Synchronsprecher   |
| ------------------ | ------------------------- | ------------------ |
| Jennifer Lawrence  | Katniss Everdeen          | Maria Koschny      |
| Josh Hutcherson    | Peeta Mellark             | Ricardo Richter    |
| Liam Hemsworth     | Gale Hawthorne            | Leonhard Mahlich   |
| Woody Harrelson    | Haymitch Abernathy        | Thomas Nero Wolff  |
| Elizabeth Banks    | Effie Trinket             | Cathlen Gawlich    |
| Stanley Tucci      | Caesar Flickerman         | Lutz Mackensy      |
| Donald Sutherland  | Präsident Snow            | Jürgen Kluckert    |
| Wes Bentley        | Seneca Crane              | Philipp Moog       |
| Lenny Kravitz      | Cinna                     | Robert Glatzeder   |
| Willow Shields     | Primrose „Prim“ Everdeen  | Valentina Bonalana |
| Paula Malcomson    | Mrs. Everdeen             | Silke Matthias     |
| Toby Jones         | Claudius Templesmith      | Stefan Krause      |
| Amandla Stenberg   | Rue (Distrikt 11)         | Derya Flechtner    |
| Alexander Ludwig   | Cato (Distrikt 2)         | Tobias Müller      |
| Isabelle Fuhrman   | Clove (Distrikt 2)        | Kristina Tietz     |
| Jacqueline Emerson | Fuchsgesicht (Distrikt 5) | Alessa Steinke     |
| Dayo Okeniyi       | Thresh (Distrikt 11)      | Stefan Günther     |
| Leven Rambin       | Glimmer (Distrikt 1)      | Nicole Hannak      |
| Jack Quaid         | Marvel (Distrikt 1)       | Nico Sablik        |
| Karan Kendrick     | Atala                     | Natascha Geisler   |
| Latarsha Rose      | Portia                    | Svantje Wascher    |
| Kimiko Gelman      | Venia                     |                    |
| Nelson Ascencio    | Flavius                   | Frank Schaff       |
| Brooke Bundy       | Octavia                   |                    |
| Amber Chaney       | Avox-Mädchen              |                    |
| Kalia Prescott     | Distrikt 3 Mädchen        |                    |
| Ian Nelson         | Distrikt 3 Junge          |                    |
| Tara Macken        | Distrikt 4 Mädchen        |                    |
| Ethan Jamieson     | Distrikt 4 Junge          |                    |
| Chris Mark         | Distrikt 5 Junge          |                    |
| Kara Petersen      | Distrikt 6 Mädchen        |                    |
| Ashton Moio        | Distrikt 6 Junge          |                    |
| Leigha Hancock     | Distrikt 7 Mädchen        |                    |
| Sam Ly             | Distrikt 7 Junge          |                    |
| Mackenzie Lintz    | Distrikt 8 Mädchen        |                    |
| Samuel Tan         | Distrikt 8 Junge          |                    |
| Annie Thurman      | Distrikt 9 Mädchen        |                    |
| Imanol Yepez-Frias | Distrikt 9 Junge          |                    |
| Dakota Hood        | Distrikt 10 Mädchen       |                    |
| Jeremy Marinas     | Distrikt 10 Junge         |                    |

## Rezeption

### Erfolg
Der Film spielte am Eröffnungswochenende in den Vereinigten Staaten 155 Millionen US-Dollar ein und hatte damit dort den drittbesten Start eines Nicht-3D-Films, nach The Dark Knight Rises und The Dark Knight.
Bei Produktionskosten von 78 Millionen US-Dollar spielte der Film 691,2 Millionen US-Dollar ein. In den Vereinigten Staaten ist er auf der Liste der erfolgreichsten Filme auf Platz 13. Er war dort neun Wochen lang in den Top 10 der Boxoffice-Charts, vier davon auf Platz 1. Katniss ist damit die bis dahin erfolgreichste weibliche Heldenfigur der US-amerikanischen Kinogeschichte.
In Deutschland sahen am Startwochenende 386.276 Kinobesucher den Film. Bis zum 2. September 2012 beliefen sich die Besucherzahlen auf über 2 Millionen.
| Land        | Einspielergebnis in US-Dollar |
| ----------- | ----------------------------- |
| USA         | 408.010.692                   |
| England     | 37.332.095                    |
| Australien  | 31.072.125                    |
| Deutschland | 20.303.785                    |
| Mexiko      | 13.913.267                    |
| Russland    | 13.405.279                    |
| Frankreich  | 14.510.197                    |
| Spanien     | 10.483.434                    |
| Brasilien   | 10.152.708                    |

### Kritiken
Der Film erhielt größtenteils positive Kritiken. Die Kritikensammlung Rotten Tomatoes verzeichnet eine zu 84 Prozent positive Bewertung, auf der Grundlage von 313 professionellen Kritiken.
Hans-Ulrich Pönack rezensierte den Film für Deutschlandradio Kultur und kam zum Schluss, er sei „zynischer, böser Unfug“, „krank“, „übel“, „geschmacklos“ und eine „dumpfe Verherrlichung von feinen Extrem-Brutalitäten unter Kindern“. Pönack sah eine fragwürdige „Themen-Grenzüberschreitung“ gekommen und warnte, der „unverschämte Blockbuster-Streifen“ füge „der allgemeinen Leinwand-Show eine neue üble Nuance hinzu“.
David Kleingers nannte den Film auf Spiegel Online „ein grandioses Teen-Drama, neben dem ‚Twilight‘ wie Kinderkram wirkt“ und zog Vergleiche zu Kinji Fukasakus Battle Royale und Michael Andersons Logan’s Run. Die Bestsellerverfilmung sei „viel besser, als sie sein müsste“ und überzeuge „als cleveres Drama, das sein Publikum ernst nimmt“. Mit Katniss Everdeen habe der Film „eine wunderbar lakonische Erzählerin und widerständige Heldin, die bestens als generationsübergreifende Identifikationsfigur geeignet ist“ und die das „hektische, brutale Geschehen“ erde. Sophie Albers nennt den Film auf Stern.de einen „spannenden, solide inszenierten Jugendthriller“ und bezeichnet Jennifer Lawrence als „Glücksgriff“ und „bestes Identifikationsmaterial“. Für Tilman Spreckelsen von FAZ.net wird die „Klasse des Films“ durch die Tatsache unterstrichen, dass die Zuschauer das Handeln der Protagonistin und ihre Absichten kaum einzuschätzen vermögen; der Film mache „uns zu Komplizen“ und emanzipiere sich „von der Vorlage, der das naturgemäß verwehrt ist“.
Isabella Reicher rezensierte den Film für die Tageszeitung und den Standard und erkannte darin „eine Form von sanfter Medienkritik, die bei einem Blockbuster für jugendliche Medienkonsumenten nicht selbstverständlich“ sei. Gut funktioniere außerdem „das Ineinanderspiegeln von innerfilmischer Wirklichkeit und Produktionsrealität“, interessant sei die „Akzentuierung von Katniss’ subjektiver Wahrnehmung, die oft über markante Ausblendungen auf der Tonebene“ laufe. Der Film sei „auf die dramatische Erzählung hinter den Spielen, aufs Empfinden, Erleben und die Entwicklung der Hauptfigur ausgerichtet“. Allerdings diene einiges „an diesem ersten Film merklich dem Aufbau von Handlung und Figuren, die sich wohl erst noch entfalten werden“; außerdem bleibe „ein wenig schaler Beigeschmack“, wenn „die integere (sic!) Heldin selbst zum Killer werden muss“, obwohl dieses „moralische Dilemma“ mithilfe „von Drehbuchideen kreativ umspielt“ werde.
Für Christian Jungen von der Neuen Zürcher Zeitung ist der Film „ein grosser Fortschritt in der Popkultur“, da erstmals „eine junge Frau die Actionheldin ist“. Katniss werde „zur vielleicht wichtigsten Frauenfigur der zeitgenössischen Popkultur“ gemacht; Jennifer Lawrence ihrerseits spiele diese Rolle „bravourös“ und strahle „Charme und Glamour, aber auch Bodenständigkeit aus“. Jungen erkennt in der Geschichte eine „Mischung aus William Goldings pessimistischer Robinsonade «Herr der Fliegen» und Peter Weirs Mediensatire «The Truman Show»“ sowie „einen Abgesang auf das Reality-Fernsehen“; Regisseur Ross denunziere „den Zynismus von pseudodarwinistischen Formaten wie «Dschungelcamp»“. Besonders lobt Jungen die Kameraführung von Tom Stern, die „für einen Popcorn-Blockbuster auffallend virtuos und intelligent“ sei, sowie „den subtilen, atmosphärischen Soundtrack von T-Bone Burnett“. Außerdem würden Figuren und Spannung „geduldig“ aufgebaut und man wisse nie, „was als Nächstes passiert“, während die Handkamera ein „Gefühl von Unruhe“ vermittle. Als Schwächen des Films nennt er die stellenweise unscharfen computergenerierten Bilder und die „allzu verhaltene Romanze der Heldin mit einem Schicksalsgenossen“. Insgesamt sei The Hunger Games „ein vielversprechender Auftakt zu einer Filmserie, die nicht nur mit Kassenrekorden, sondern auch mit inhaltlichen Akzenten Popkulturgeschichte schreiben könnte“.
Kritisiert wurde der Film von Sabine Horst in der Zeitschrift epd Film, in der sie schreibt, der Film könne „seinen Thrill, seine Schauwerte bloß aus dem beziehen, was er nominell verwirft: faschistische Aufmärsche in der Hauptstadt, die tollen Klamotten, in die Katniss bei öffentlichen Auftritten von ihrem Stylisten gehüllt wird, in Bourne-Manier geschnittene, für einen ab 12 freigegebenen Film sensationell gemeine Kampfszenen und schließlich lange, auf eigene Art voyeuristische Nahaufnahmen vom gequälten Gesicht der aus Winter’s Bone bekannten Jennifer Lawrence. Am Ende weiß die Inszenierung – und das scheint kein bewusst herbeigeführter Effekt zu sein, sondern schieres Unvermögen – sich selbst nicht mehr vom Blick der Überwachungskameras im Wald abzugrenzen. Es ist, als wolle man Hitler mit Leni Riefenstahl austreiben.“
Lisa Schwarzbaum vergleicht in Entertainment Weekly die Verfilmung mit dem Buch und attestiert ersterer, sie sei „eine muskelbepackte, ehrenvolle, unerschrockene Übertragung von Collins’ Vision“. Die Protagonistin Katniss sei „Herz und Seele der Geschichte“ und werde von Jennifer Lawrence „so beeindruckend“ dargestellt „wie man es sich nur vorstellen kann“, in „ihrer Schwere, ihrer Gefühlstiefe und ihrer ungekünstelten Schönheit“. Im Gegensatz dazu äußerte Schwarzbaum Zweifel an Josh Hutchersons Darstellung des Peeta, da dieser „zu einem gewöhnlichen feinfühligen Good Guy“ abgeschliffen worden sei. Regisseur Ross habe die „schwierige Aufgabe, eine Zukunft-trifft-1984-Atmosphäre in Panem zu schaffen“. Insgesamt bleibe der Film leicht hinter der Buchvorlage zurück.
Manohla Dargis zeigte sich in der New York Times nicht begeistert von der Arbeit des „unwahrscheinlichen“ Regisseurs, der „über manche Strecken frustrierend schlecht zur brutalen, entnervenden Geschichte“ passe; Ross schaffe es, „auch nur leicht unregelmäßige Kanten abzurunden“, und sei möglicherweise „ein zu netter Typ für einen harten Fall wie Katniss“. Die Protagonistin sei „der tödlich raue Mittelpunkt“ der Geschichte, eine „möglicherweise historische Kreation“, ohne „Sentimentalität und psychosexuelle Ausschmückung“, eine „neue weibliche Kriegerin“, die die Blicke des Publikums auf sich ziehe, auch trotz Lawrence’ „farbloser“ und „unengagierter“ Darstellung. Das Drehbuch bleibe „dem Ausgangsmaterial pflichtbewusst nahe“.
Für Todd McCarthy vom Hollywood Reporter ist The Hunger Games eine „getreue und passable Filmadaption des massiven Bestsellers“. Die Filmemacher hätten „die faschistisch-politische Seite der Geschichte“ hervorgehoben, „indem sie die minutiösen Manipulationen des Publikums und der Spiele selbst unterstreichen“. Vom Visuellen würde der Film „genug“ hergeben, die oftmals kurz geschnittenen Szenen würden aber das Gefühl vermitteln, „ein wenig übers Ohr gehauen zu werden“. McCarthy bemängelte auch den fehlenden „Jagdinstinkt“ des Films, den er auf die angestrebte Jugendfreigabe zurückführt; doch aufgrund der „starken Erzählstruktur, der eingebauten Vorwärtsbewegung und der fesselnden Hauptfigur“ könne der Film letztlich „nicht weit abfehlen“. Jennifer Lawrence sei „brillant“, zeige „eindrucksvolle Schwere und Präsenz“, stelle Katniss so dar, „wie man sie sich aus den Büchern erwarten kann“, bleibe „durchgehend überzeugend“ und fessle unbewusst die Aufmerksamkeit des Publikums. Einzig was den „Scharadenaspekt der Romanze mit Peeta“ angehe, bleibe der Film deutlich hinter der Vorlage zurück, die Abstufungen von Katniss’ „Duldung und Gespaltenheit“ würden „bis zur Sanftheit abgeschliffen“. So bewahre die Überlebensgeschichte ihre „Lebhaftigkeit“, was jedoch darunter liege, sei „verkümmert“. Die Schauwerte des Films seien „üppig, wenn nicht verschwenderisch“, der Soundtrack enthalte „eine faszinierende Mischung aus regionalen und atmosphärischen Aromen“, auch wenn „mehr musikalischer Antrieb“ gegen Ende hin „energiefördernd“ gewesen wäre.

## Unterschiede zwischen Film und Buch
Der Film weist einige Unterschiede zur Romanvorlage auf:
- Während die Handlung im Buch ausschließlich aus der Perspektive von Katniss erzählt ist, sind im Film oft Szenen außerhalb der Arena zu sehen, beispielsweise ein Gespräch zwischen Präsident Snow und dem Spielmacher Seneca Crane. Dadurch hat der Zuschauer einen Wissensvorsprung vor Katniss, die viele der Informationen aus diesen Szenen, wenn überhaupt, erst im zweiten und dritten Band erfährt. Gleichzeitig fehlen im Film Einblicke in Katniss’ Gedanken, so wird etwa das durch die Tötung des Tributs aus Distrikt 1 verursachte Trauma erst im zweiten Film angedeutet.
- Im Film behandelt Rue die bewusstlose Katniss ohne ein vorangehendes Gespräch mit heilenden Blättern. Im Buch verbünden sich Rue und Katniss jedoch zuerst, wonach Rue die angeschwollenen Wespenstiche behandelt.
- Der Aufstand in Distrikt 11 nach Rues Tod wird im Buch nicht thematisiert.
- Im Buch leidet Katniss seit der Zerstörung des Vorrates der gegnerischen Gruppierung um Cato an einer Verletzung des linken Ohres, wodurch dieses taub ist. Diese Verletzung wird schlussendlich durch Ärzte des Kapitols behandelt.
- Im Buch erfährt Katniss beim Belauschen anderer Tribute, dass Peeta durch Cato schwer verletzt wurde, wodurch sie überhaupt erst auf den Gedanken kommt, bei der blutigen Spur in den Felsen könnte es sich um Peetas Blut handeln. Im Film sieht sie Blut und folgt der Spur scheinbar völlig willkürlich.
- Im Buch erfährt Peeta, dass Katniss’ Gefühle in der Arena nur gespielt waren, im Film wird dies sehr subtil angedeutet.
- Im Buch wird Peeta von einer Mutation am Bein schwer verletzt, sodass es ihm später amputiert werden muss, im Film gibt es diese Szene nicht.
- Im Film kommt es am Anfang der Spiele zu einer Begegnung zwischen Katniss und Fuchsgesicht, die sich auf der Flucht vom Blutbad am Füllhorn gegenseitig umrennen, einander aber nicht angreifen. Diese Szene gibt es im Buch nicht.
- Im Buch spiegeln die Mutationen die Identitäten der getöteten Tribute wider.
- Im Buch ist das Füllhorn in der Arena ein eher traditionell gestaltetes, goldenes Füllhorn, im Film ist es ein aus gräulichem Metall bestehendes futuristisches Gebäude.
- Im Buch bekommt Katniss die Spotttölpel-Brosche von Madge Undersee, der Tochter des Bürgermeisters, geschenkt. Im Film bekommt Katniss die Brosche von einer Frau auf dem Hob geschenkt. Madge Undersee taucht im Film nicht auf.

## Fortsetzungen und Prequel
Die dreiteilige Die-Tribute-von-Panem-Romanreihe wurde in insgesamt vier Teilen verfilmt, wobei der dritte Teil, Flammender Zorn, in zwei Filme aufgeteilt wurde. Die Fortsetzungen kamen 2013, 2014 und 2015 in die Kinos.
Am 8. August 2011 teilte Lionsgate mit, dass es auch von Gefährliche Liebe, dem zweiten Band der Romantrilogie, eine Verfilmung geben würde. Das Veröffentlichungsdatum von Die Tribute von Panem – Catching Fire wurde auf den 22. November 2013 festgelegt. Da die Drehbuchautoren Ross und Collins vom ersten Teil mit der Postproduktion des Films zu beschäftigt waren, um, wie eigentlich geplant, auch den zweiten Teil umzuschreiben, verhandelte Lionsgate im November 2011 mit dem Drehbuchautor Simon Beaufoy (bekannt für Slumdog Millionär und 127 Hours) die Bedingungen für eine Filmanpassung von Catching Fire. Ross sollte bei der Fortsetzung trotzdem noch Regie führen. Im Januar 2012 unterschrieben Ross und Beaufoy offiziell ihre Positionen als Regisseur beziehungsweise Drehbuchautor. Im April 2012 wurde allerdings bekannt, dass Ross doch nicht Regie führen werde, da er wegen des zu straffen Zeitplanes nicht den Film hätte drehen können, der seinen Ansprüchen entsprochen hätte. Somit wurde Francis Lawrence im Mai 2012 als Regisseur verpflichtet.
Die Dreharbeiten für den zweiten Film begannen am 10. September 2012 in Atlanta und wurden am 21. Dezember 2012 beendet. Im Vorfeld hatte es Terminprobleme mit dem ursprünglich für Herbst 2012 geplanten X-Men: Zukunft ist Vergangenheit gegeben, in dem Jennifer Lawrence ebenfalls zu sehen ist.
Die zweiteilige Verfilmung des dritten Bandes erfolgte von September 2013 bis Juni 2014, unter anderem im Filmstudio Babelsberg. In Deutschland startete Die Tribute von Panem – Mockingjay Teil 1 am 20. November 2014, Mockingjay Teil 2 am 19. November 2015.
Im November 2023 erschien das Prequel Die Tribute von Panem – The Ballad of Songbirds and Snakes, wiederum inszeniert von Francis Lawrence. Auch dieser Film basiert auf einer literarischen Vorlage von Suzanne Collins, dem 2020 erschienenen Roman Die Tribute von Panem X – Das Lied von Vogel und Schlange.

## Parodie
Unter der Regie von Aaron Seltzer und Jason Friedberg entstand 2013 die Parodie The Starving Games. Der Film kam im Januar 2014 mit dem Titel Die Pute von Panem – The Starving Games in die deutschen Kinos.
Eine weitere Parodie ist The Hungover Games, eine US-amerikanische Filmkomödie von Josh Stolberg aus dem Jahr 2014, welche neben Die Tribute von Panem – The Hunger Games unter anderem die Filme Hangover, Lone Ranger, Thor, Ted und Carrie parodiert.